# 刘石磊
刘石磊（1972年—），北京市人。女，满族。中华人民共和国科学家。

## 生平
1991年入伍，加入中国共产党。防化研究院军事化学专业毕业。长期从事毒物分析及化验装备研制工作。
2014年3月前，任总装防化研究院分析化学实验室主任。
2013年，当选第十二届全国人民代表大会解放军代表。2018年2月24日，当选为第十三届全国人大代表。